# العالم السفلي (فلم 2003)
العالم السفلي (بالإنجليزية: Underworld) هو فيلم أكشن ورعب وفانتازيا تم إنتاجه في الولايات المتحدة والمجر والمملكة المتحدة وألمانيا، وصدر سنة 2003، بطولة كيت بيكينسيل ومايكل شين وسكوت سبيدمان، وهو الجزء الأول من سلسلة أفلام «العالم السفلي».

## القصة
تشترك «سيلين»، مصاصة الدماء، في الحرب بين مصاصي الدماء وعرق الذئاب. وعلى الرغم من أنها تتماشى مع مصاصي الدماء ، إلا أنها تقع في الحب مع مايكل، الذئب الذي يتوق إلى أن تنتهي الحرب.

## الميزانية والإيرادات
كلف الفيلم 22 مليون دولار وحقق أرباح تقدر بـ 95.7 مليون دولار.

## روابط خارجية
- مقالات تستعمل روابط فنية بلا صلة مع ويكي بيانات